# Lake Arthur (Nowy Meksyk)
Lake Arthur – miasto w Stanach Zjednoczonych, w stanie Nowy Meksyk, w hrabstwie Bernalillo.